# Bertrand Godin
Bertrand Godin (ur. 17 listopada 1967 roku w Quebec) – kanadyjski kierowca wyścigowy.

## Kariera
Godin rozpoczął karierę w wyścigach samochodowych w 1992 roku od startów we Francuskiej Formule Ford 1600. Z dorobkiem 35 punktów uplasował się tam na ósmej pozycji w klasyfikacji generalnej. W późniejszych latach pojawiał się także w stawce Festiwalu Formuły Ford, Europejskiej Formuły Ford, Francuskiej Formuły Renault, Francuskiej Formuły Ford 1800, Firestone Indy Lights Championship, Toyota Atlantic Championship, Formuły 3000, Sports Toyota Championship, American Le Mans Series CASCAR Super Series oraz Canadian Touring Car Championship.
W Formule 3000 Kanadyjczyk wystartował w dwunastu wyścigach sezonu 1998 z włoską ekipą Durango Formula. Jednak nigdy nie zdobył punktów. Został sklasyfikowany na 29. miejscu w końcowej klasyfikacji kierowców.